# Hasselniederung
Koordinaten: 51° 40′ 47″ N, 10° 52′ 33″ O
Die Hasselniederung ist ein Naturschutzgebiet in der Stadt Oberharz am Brocken im Landkreis Harz in Sachsen-Anhalt.
Das Naturschutzgebiet mit dem Kennzeichen NSG 0025 ist rund 7,7 Hektar groß. Es ist vollständig vom Landschaftsschutzgebiet „Harz und Vorländer“ umgeben. Das Gebiet steht seit 1967 unter Schutz (Datum der Verordnung: 11. September 1967). Zuständige untere Naturschutzbehörde ist der Landkreis Harz.
Das Naturschutzgebiet liegt südöstlich von Hasselfelde im Naturpark Harz/Sachsen-Anhalt. Es stellt einen Ausschnitt des Tals der Hassel zwischen Hasselfelde und Stiege unter Schutz. Das Tal ist überwiegend von Grünland geprägt. Die Grünlandbereiche werden von feuchten Wiesen mit Großem Wiesenknopf, Wiesengoldhafer, Waldstorchenschnabel, Sumpfkratzdistel, Breitblättrigem Knabenkraut, Kugeliger Teufelskralle, Kleinem Klappertopf und Bärwurz dominiert. Nur noch vereinzelt sind Reste einer staudenreichen Trollblumen-Knöteriche-Gesellschaft mit Wiesenknöterich, Kohldistel, Herbstzeitlose, Fieberklee und Trollblume zu finden. Kleinflächig kommen noch Kleinseggenriede mit Wiesen- und Igelsegge, Schmalblättrigem Wollgras, Hundsstraußgras und Sumpfveilchen vor. Seit 1970 werden Teile des Schutzgebietes nicht mehr genutzt, so dass sich Großseggenriede mit Rispen- und Schlanksegge entwickeln konnten. Die Hassel wird vereinzelt von Erlen-Weidengehölzen begleitet.
Die Hasselniederung ist Lebensraum für Sumpfrohrsänger, Bachstelze, Feldlerche und Wiesenpieper. Auch Heuschrecken wie Sumpfgrashüpfer und Kleine Goldschrecke sowie Schmetterlinge wie der Braunfleckige Perlmuttfalter kommen hier vor.
Im Osten grenzt das Naturschutzgebiet an die Bundesstraße 242. Ansonsten grenzt es an landwirtschaftliche Nutzflächen. Im Norden quert eine Hochspannungsleitung das Schutzgebiet.